# Mikkey Dee
Mikkey Dee, egentligen Micael Kiriakos Delaoglou (grekiska: Μιχαήλ Κυριάκος Δελάογλου), född 31 oktober 1963 i Göteborg, är en svensk trumslagare. Han är sedan 2016 medlem i det tyska hårdrocksbandet Scorpions och var tidigare medlem i Motörhead, från 1992 till december 2015. Dee spelade på 13 av Motörheads album.

## Biografi
Dee, vars far var grek, spelade åren 1985–1989 med King Diamond, och han har även spelat med Nadir och Dokken. År 2001 gjorde han ett gästinhopp på trummor för Ronnie James Dio när de öppnade för Alice Cooper på Frölundaborgs isstadion. Han har även hoppat in och spelat på en del låtar till Helloweens album Rabbit Don't Come Easy (2003), samma år deltog han även som trummis i E-Types "Eurometal tour".
År 2009 deltog Mikkey Dee i Kändisdjungeln där han slutade på tredje plats och 2010 i programmet Djävulsrallyt där han kom på första plats. Mikkey Dee är känd för sina långa solon och sin uthållighet men även sitt solida groove i Motörhead och King Diamond. I september 2016 offentliggjordes att Mikkey Dee ersätter James Kottak i Scorpions på permanent basis.
Den 26 juli 2018 var Dee värd i Sommar i P1.
I oktober 2019 nominerades Motörhead till Rock and Roll Hall of Fame. Inledningsvis innefattade nomineringen endast bandets lineup från 1976, men Dee och gitarristen Phil Campbell inkluderades också efter att deras utelämnande väckt kontrovers.
Dee är idag (2023) bosatt i Göteborg.
Dee deltog 2023 i säsong 5 av realityprogrammet Över Atlanten.

## Diskografi

### King Diamond
- Fatal Portrait (1986)
- Abigail (1987)
- Them (1988)
- Conspiracy (endast som studiomusiker) (1989)

### Don Dokken
- Up from the Ashes (1990)

### Motörhead
- March ör Die (1992)
- Bastards (1993)
- Sacrifice (1995)
- Overnight Sensation (1996)
- Snake Bite Love (1998)
- We Are Motörhead (2000)
- Hammered (2002)
- Inferno (2004)
- Kiss of Death (2006)
- Motörizer (2008)
- The Wörld is Yours (2010)
- Aftershock (2013)
- Bad Magic (2015)

### Helloween
- Rabbit Don't Come Easy (2003)

### Scorpions
- Rock Believer (2022)

## Filmografi, i urval

### Tv
- 2009 – Kändisdjungeln - Deltagare
- 2010 – Djävulsrallyt - Tillsammans med Sean Banan
- 2010 – Fångarna på fortet
- 2010 – Doobidoo - Tillsammans med Sara Löfgren
- 2018 – Hälsningar från
- 2023 – Över Atlanten  - Deltagare[7]